# Typhonia phaeocasis
Typhonia phaeocasis is een vlinder uit de familie van de zakjesdragers (Psychidae). De wetenschappelijke naam van de soort is, als Melasina phaeocasis, voor het eerst geldig gepubliceerd in 1934 door Edward Meyrick. De combinatie in Typhonia werd in 2011 gemaakt door Sobczyk.

## Type
- syntypes: 8 exemplaren
- instituut: BMNH, Londen, Engeland
- typelocatie: "Democratic Republic Congo, Lubumbashi (Elisabethville)"